# Atletica leggera ai Giochi della VII Olimpiade - 3000 metri siepi
La competizione dei 3000 metri siepi di atletica leggera ai Giochi della VII Olimpiade si tenne i giorni 18 e 20 agosto 1920 allo Stadio Olimpico di Anversa.

## L'eccellenza mondiale
| Miglior prest.ne mondiale ed europea | 9'49”8 (1914) | Josef Ternström | Assente |

## Risultati

### Turni eliminatori
| 3 Batterie | 18 agosto | 4 + 4 + 8     | Si qualificano i primi 3. |
| Finale     | 20 agosto | 9 concorrenti |                           |

### Batterie
- (Tra parententesi i tempi stimati)

| Pos. | Atleta            | Nazione     | Tempo     |
| ---- | ----------------- | ----------- | --------- |
| 1    | Michael Devaney   | Stati Uniti | 10'23"0   |
| 2    | Ernesto Ambrosini | Italia      | (10'33"6) |
| 3    | Oskari Rissanen   | Finlandia   | (11"07"5) |
| 4    | Edmond Brossard   | Francia     | n/d       |

| Pos. | Atleta        | Nazione     | Tempo     |
| ---- | ------------- | ----------- | --------- |
| 1    | Patrick Flynn | Stati Uniti | 10'36"0   |
| 2    | Lars Hedwall  | Svezia      | (10'43"5) |
| 3    | Ray Watson    | Stati Uniti | (10"49"0) |
| 4    | Robert Geyer  | Francia     | (11"11"9) |

| Pos. | Atleta             | Nazione       | Tempo     |
| ---- | ------------------ | ------------- | --------- |
| 1    | Percy Hodge        | Gran Bretagna | 10'17"4   |
| 2    | Gustaf Mattsson    | Svezia        | (10'22"6) |
| 3    | Albert Hulsebosch  | Stati Uniti   | (10"26"8) |
| 4    | Ilmari Vesamaa     | Finlandia     | (10"32"2) |
| 5    | Frédéric Langrenay | Francia       | (10"39"8) |
| 6    | Georges Guillon    | Francia       | (10"44"3) |
| AC   | Carlo Martinenghi  | Italia        | Ritirato  |
| AC   | Josef Holsner      | Svezia        | Rit.      |

### Finale
La gara si disputa sull'erba all'interno dello stadio.

Il favorito è il britannico Percy Hodge, che conferma la propria superiorità vincendo facilmente la sua batteria e poi tenendo a distanza il gruppo in finale.
| Pos.    | Atleta            | Età | Nazione       | Tempo ufficiale | Tempo ufficioso |
| ------- | ----------------- | --- | ------------- | --------------- | --------------- |
| Oro     | Percy Hodge       | 30  | Gran Bretagna | 10'00"4         |                 |
| Argento | Patrick Flynn     | 26  | Stati Uniti   |                 | 10'21"1         |
| Bronzo  | Ernesto Ambrosini | 26  | Italia        |                 | 10'32"0         |
| 4       | Gustaf Mattsson   | 27  | Svezia        |                 | 10'32"1         |
| 5       | Michael Devaney   | 29  | Stati Uniti   |                 | 10'34"3         |
| 6       | Albert Hulsebosch | 23  | Stati Uniti   |                 | 10'37"7         |
| 7       | Lars Hedwall      | 23  | Svezia        |                 | 10'42"2         |
| 8       | Ray Watson        | 22  | Stati Uniti   |                 | 10'50"3         |
| -       | Oskari Rissanen   | 27  | Finlandia     | Non partito     | Non partito     |